# Petruskirche (Obertürkheim)

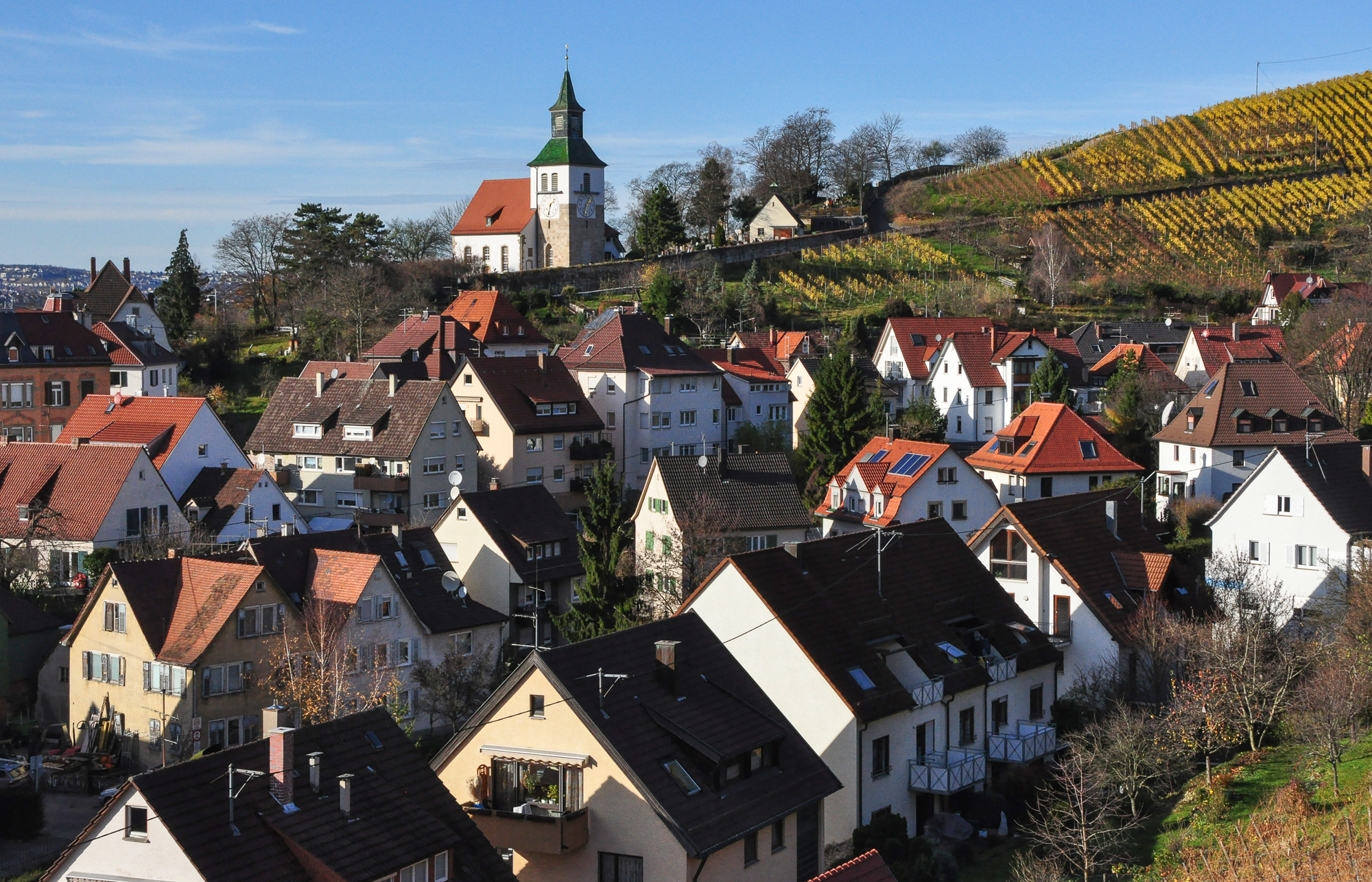
Die Petruskirche in Obertürkheim

Die Petruskirche in Obertürkheim geht auf eine bereits 1285 erwähnte Wallfahrtskirche zurück. Der Turmsockel des heutigen Kirchengebäudes stammt noch aus der Zeit der Gotik, das Langhaus und die Ausstattung stammen in Teilen aus der Zeit des Barock.

## Lage
Die Petruskirche liegt südlich der oberhalb der Ortsmitte von Stuttgart-Obertürkheim . Sie ist von einem Friedhof umgeben. Während heute die Bebauung unmittelbar bis an die Kirche heranreicht, befand sich die Kirche in den Gewannen Banholz und Mörgelen einst in Alleinlage inmitten der Weinberge.

## Geschichte

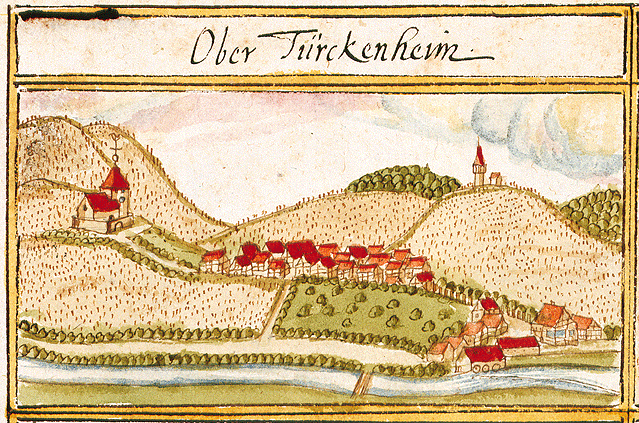
Ortsansicht von Obertürkheim von Andreas Kieser 1685, links in den Weinbergen die Petruskirche, rechts der Turm auf dem Ailenberg

In germanischer Zeit soll sich an der Stelle der Kirche eine germanische Kultstätte befunden haben. Die Ursprünge Obertürkheims könnten in alemannischer Zeit liegen. Das 1857 auf dem nahen Ailenberg gefundene Grab eines alemannischen Adligen belegt eine alemannische Nutzung der Umgebung. Auch Petrus als Kirchenpatron deutet auf eine mögliche alemannische Gründung der Kirche hin. Gleichwohl erscheint Obertürkheim erst im 13. Jahrhundert in den Urkunden, als es bereits (aus altcalwischem Besitz) in württembergischem Besitz gelangt war. 1285 wird erstmals eine Wallfahrtskapelle am Platz der heutigen Petruskirche erwähnt. Diese Kapelle war die Kirche für Obertürkheim und das benachbarte Uhlbach. Möglicherweise bestand schon zu jener Zeit eine eigene Pfarrei, spätestens im Verlauf des 14. Jahrhunderts gilt diese als gesichert. Die Kapelle wurde 1485 im Stil der Gotik vergrößert. 1490 erhielt der bisherige Filialort Uhlbach dann seine eigene Andreaskirche.
Die Kirche zählte einst zum Bistum Konstanz. Die Obertürkheimer Kirche wurde 1549 reformiert. Dass dies erst 15 Jahre nach der Reformation in Stuttgart geschah, hat wohl mit dem Widerstand aus Konstanz zu tun. Das Patronatsrecht blieb bis ins frühe 19. Jahrhundert beim Domkapitel Konstanz, ab 1806 schlug dann das württembergische Konsistorium die Pfarrer vor, die vom württembergischen König bestätigt werden mussten.
Der einstige Filialort Uhlbach wurde von 1635 bis 1653, also in Folge der Auswirkungen des Dreißigjährigen Krieges, nochmals von Obertürkheim aus betreut. Später war Brühl Filialort von Obertürkheim, bevor es 1923 nach Mettingen eingepfarrt wurde. Gleichzeitig wurden die evangelischen Bewohner von Rüdern, die bisher zur Kirchengemeinde in Sulzgries zählten, nach Obertürkheim eingepfarrt.
Das Langhaus der Kirche wurde 1778 erneuert, wovon eine Inschriftentafel über dem (vermauerten) östlichen Eingang kündet. 1780 wurde der Friedhof um die Kirche neu angelegt. 1906 fanden gründliche Sanierungsmaßnahmen statt, 1934 wurde der Turm nochmals saniert.
Im Zweiten Weltkrieg trug die Kirche zwar einige Schäden davon, blieb aber vor einer Zerstörung verschont. Beim Luftangriff vom 2. März wurde die Petruskirche beschädigt. Bereits einen Monat später war die Petruskirche wieder provisorisch repariert. In den letzten beiden Jahren des Zweiten Weltkriegs diente die Petruskirche auch als Gotteshaus für die katholische Gemeinde des Ortes, deren Holzkirche auch ein Kriegsverlust war.
1946 wurde die Petruskirche unter Denkmalschutz gestellt.
Die einst im Westen des Langhauses eingezogene Orgelempore wurde 1950 mitsamt der Orgel entfernt und in die wiederaufgebaute Andreaskirche versetzt. Die Kirche wurde ab 1954 gründlich innen und außen renoviert und 1960 wiedereingeweiht. 1962 erhielt die Kirche eine neue Orgel. 1980/81 fand eine neuerliche Außensanierung statt.

## Beschreibung

### Architektur

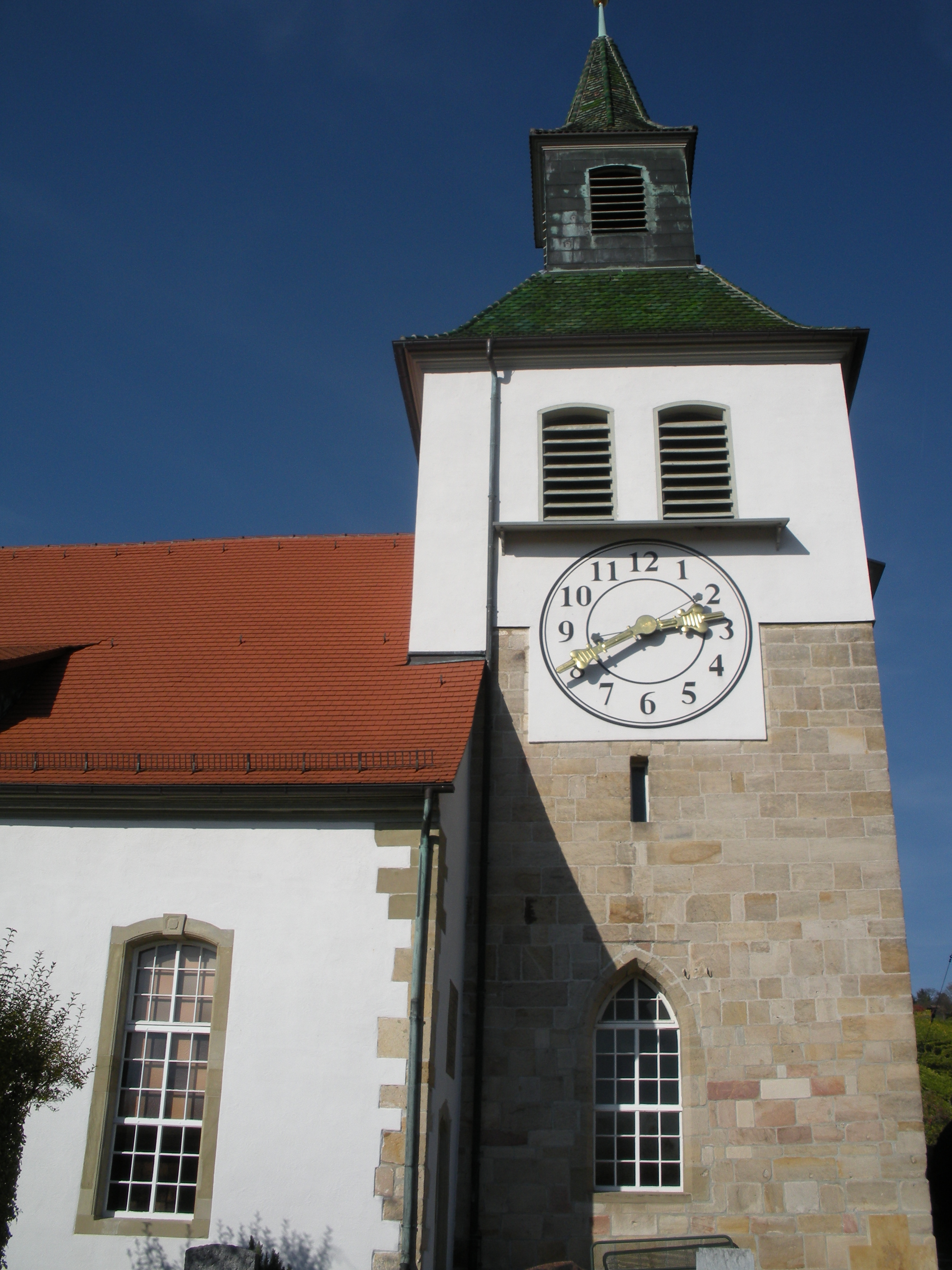
Der Turmsockel mit dem gotischen Turmchor ist der älteste Teil der Kirche

Die einschiffige Kirche ist mit dem Chorturm etwa nach Osten ausgerichtet. Der Turmchor weist ein gotisches Netzgewölbe auf, dessen Schlussstein eine farbig gefasste Madonna zeigt, die dem Christuskind Trauben reicht. Über dem einzigen Fenster des Turmchors befindet sich ein Steinmetzzeichen, das als Gesellenzeichen auch an der Esslinger Frauenkirche zu finden ist, die etwa zeitgleich mit der Petruskirche gebaut wurde. Links vom Chorbogen befindet sich eine hölzerne Kanzel, die über eine Treppe von der nördlich an den Turm angebauten Sakristei erreicht werden kann. Ihr Schalldeckel trägt ein 1774 datiertes Lamm mit Siegesfahne.

### Ausstattung
Das etwa 2,60 Meter hohe Kruzifix an der Ostwand hinter dem Altar stammt aus der Zeit des Barock.
An der nördlichen Chorwand befindet sich eine farbig gefasste steinerne Figur des Kirchenpatrons Petrus, der an seinem Attribut, dem Schlüssel, sowie an seiner gebräuchlichen Physiognomie mit Bart und Stirnlocke zu erkennen ist. Die 90 cm hohe Figur auf einem 67 cm hohen und mit Ornamenten verzierten Sockel stammt aus dem späten 15. Jahrhundert und weist Stilmerkmale der Spätgotik auf. Da sich ausladendes Rankwerk, beginnend mit einem von dem Heiligen auf der Schulter getragenen Ast, auch über den Kopf der Figur hinaus erstreckt, hat sie vermutlich einst (wie eine ähnliche Figur in der ebenfalls spätgotischen Pfarrkirche St. Simon und Judas in Heutingsheim) als Kanzelträger gedient.
Im Kirchenschiff befinden sich zwei historische Epitaphe. Das ältere von 1610 zeigt die Familie Schmidt vor dem Gekreuzigten kniend. Die Inschrift verkündet, dass innerhalb eines Jahres die Mutter sowie alle drei Kinder gestorben sind. Das jüngere Epitaph ist das des Pfarrers Johann Gottfried Neuheuser († 1743) und zeigt in der Mitteltafel ein Porträt des von 1707 bis 1738 in der Petruskirche wirkenden Geistlichen.
Im Kirchenschatz besitzt die Kirche eine silberne Hostiendose von 1774, die auf dem Deckel ein Lamm mit Siegesfahne aufweist. Dieses Objekt steht sicher in Zusammenhang mit der Kanzel, die ebenfalls ein Lamm mit Siegesfahne zeigt und auch mit 1774 datiert ist. Zum sonstigen Kirchenschatz zählen eine Taufschale von 1870 sowie verschiedene weitere historische Tauf- und Abendmahls-Utensilien.

### Orgel
Die Orgel wurde 1962 bei Weigle in Echterdingen gebaut. Sie hat zwei Manuale und zwölf klingende Register.
Eine erste Orgel in der Kirche wurde 1720 erwähnt, als Schultheiß Joseph Schöpfer eine Orgelempore stiftete. 1779 wird von einer neuen Orgel berichtet. 1895 stiftete der Kommerzienrat Benger aus Uhlbach eine neue Orgel, die von Weigle in Echterdingen kam. 1950 hat man die Orgel samt Empore in die wiederaufgebaute Andreaskirche versetzt und bis zur Anschaffung der heutigen Orgel 1962 diente ein Harmonium als Ersatz.

### Glocken
Im Jahr 1900 bestand das Geläut aus drei Glocken: eine große Glocke von 1529, gegossen bei Bernhard Sidler in Esslingen, eine mittlere Glocke von 1466 sowie eine kleine Glocke aus dem 19. Jahrhundert. Die große Sidler-Glocke von 1529 musste 1901 umgegossen werden. Im Ersten Weltkrieg wurden die größte und die kleinste Glocke zu Rüstungszwecken abgeliefert. 1921 hat man zwei neue Glocken als Ersatz bei Kurtz in Stuttgart gießen lassen. Beide Ersatzglocken wurden wenig später im Zweiten Weltkrieg ebenfalls abgeliefert. Nach dem Zweiten Weltkrieg war nur noch die alte Glocke von 1466 erhalten, die jedoch 1946 zersprang. Aus dieser alten Glocke wurden 1947 bei Kurtz zwei neue Glocken für die Andreaskirche gegossen. Die Petruskirche hingegen erhielt 1948 drei neue Glocken, die bis heute das Geläut bilden.
Die große Glocke hat den Schlagton f, einen Durchmesser von 143 cm und ein Gewicht von 1191 kg. Die mittlere Glocke hat den Schlagton as, einen Durchmesser von 120 cm und ein Gewicht von 742 kg. Die kleine Glocke hat den Schlagton b, einen Durchmesser von 107 cm und ein Gewicht von 519 kg.